# Oktiabr
Oktiabr (en (ucraïnès) Октябр, en rus: Октябрь) és un poble de la República Autònoma de Crimea a Ucraïna, que el 2014 tenia 923 habitants. Pertany al districte rural de Djankoi.